# Diego Bernardo de Peredo y Navarrete
Diego Bernardo de Peredo y Navarrete o Diego de Peredo (León, Guanajuato, Nueva España, Imperio Español 3 de abril de 1696 - San Juan Bautista, Tabasco, Nueva España, Imperio Español, 21 de marzo de 1774) fue un obispo mexicano, quien llegó a ser Obispo de la Capitanía General de Yucatán.

## Primeros años
Diego de Peredo, nació en el pueblo de León, en el hoy Guanajuato el 3 de abril de 1696. Estudió en el Seminario de Valladolid, Michoacán. Fue ordenado sacerdote en el año de 1765, y consagrado en le Catedral de Valladolid de Michoacán en 1766.

## Obispo de Cartagena y Yucatán
En el año de 1767 llegó a Cartagena de Indias, Colombia como Obispo de la diócesis. Como producto de sus visitas pastorales escribió la "Noticia Historial de la Provincia de Cartagena de las Indias" en el año 1772, uno de los primeros documentos histórico geográficos del hoy Caribe Colombiano.
El 22 de junio de 1772 fue promovido a Obispo de Yucatán, México.
Durante su administración, fue el encargado de realizar el empadronamiento de la Provincia, por lo que publicó ese mismo año de 1772 un documento denominado "Nota historial sobre los pueblos y villas de la Provincia de Yucatán".

## Fallecimiento
En 1774 durante una gira pastoral por la Provincia de Tabasco la cual estaba adscrita a la de Yucatán, Diego de Peredo llegó a la capital de la provincia San Juan Bautista (hoy ciudad de Villahermosa), en donde enfermó gravemente. En su lecho de muerte, tres días antes de fellecer, el Obispo Peredo, donó a la población de San Juan Bautista, una imagen del "Cristo Negro de Esquipulas" traída de Esquipulas, Guatemala, que llevaba consigo, con la promesa de que se construyera una capilla en su honor.
Diego de Peredo, falleció finalmente el 21 de marzo de 1774 en la capital de Tabasco.
Los habitantes de San Juan Bautista, iniciaron la construcción de la iglesia el 15 de enero de 1775
y fue inaugurada el 15 de enero de 1776. con el nombre de iglesia del Señor de Esquipulas, la cual es erigida como catedral en 1882 con el nombre de Catedral del Señor de Esquipulas.
En memoria del Obispo Diego de Peredo, una calle en el centro histórico de la ciudad de Villahermosa, Tabasco lleva su nombre.